# علاء الدين المرداوي
عَلَاءُ الدِّينِ شَيْخُ الْإِسْلَامِ أَبُو الْحَسَنِ عَلِيُّ بْنُ سُلَيْمَانَ بْنِ أَحْمَدَ بْنِ مُحَمَّدٍ السَّعْدِيُّ الْمَرْدَاوِيُّ الدِّمَشْقِيُّ الصَّالِحِيُّ الْحَنْبَلِيُّ ويُعرف اختصارًا بـ علاء الدين المرداوي (817 – 6 جمادى الأولى 885هـ / 1414 – 1480م)، فقيه حنبلي، ذكره ابن العماد الحنبلي فقال: «علاء الدين أبو الحسن علي بن سليمان بن أحمد بن محمد المِرْداوي السعدي ثم الصالحي الحنبلي» ثم وصفه بـ«الشيخ الإمام العلامة المحقق المفنن أعجوبة الدهر شيخ المذهب وإمامه ومصححه ومنقحه بل شيخ الإسلام على الإطلاق ومحرر العلوم بالاتفاق» ولد عام: 817 هـ، في ببلدة مردا، ونشأ بها، وحفظ القرآن، وأخذا الفقه بها عن فقيهها أحمد بن يوسف المرداوي (المتوفى: 850 هـ)، ثم انتقل إلى دمشق، فنزل في مدرسة أبي عمر، وحفظ ألفية ابن مالك، والمقنع، وقرأ على شيوخه قراءة بحث وتحقيق في الفقه وأصول الفقه والحديث وأصوله والتفسير والنحو والصرف وغيرهما من كتب اللغة، والفرائض والحساب وغيرها. وقرأ المقنع على أبي الفرج عبد الرحمن بن إبراهيم النابلسي وحفظه، ثم قرأه على التقي ابن قندس ولازمه واستفاد من علمه، ثم قرأه على شمس الدين محمد السيلي ولازمه أكثر من عشر سنين، وأخذ عنه في الفرائض والحساب. كما أخذ أبي شعر الحنبلي وابن ناصر الدين وغيرهم.
باشر نيابة الحكم، وكان حسن السيرة، تصدر للإقراء والإفتاء والتأليف، وانتهت إليه رئاسة المذهب، وانتفع الناس بمؤلفاته التي انتشرت في حياته وبعد مماته، تعزز عن مباشرة القضاء في أواخر عمره، وصار قوله حجة في المذهب، يعمل به، ويعول عليه في الفتوى والأحكام. توفي ليلة الجمعة سادس جمادى الأولى سنة 885 هـ، بمنزله في الصالحية.

## مولده وتعليمه
ولد سنة سبع عشرة وثمانمائة هجرية، وخرج من بلده مردا في حال شباه، فأقام بمدينة الخليل بزاوية الشيخ عمر المجرد، وقرأ بها القرآن ثم قدم إلى دمشق ونزل بمدرسة شيخ الإسلام أبي عمر بالصالحية واشتغل بالعلم فلاحظته العناية الربانية واجتمع بالمشايخ وجد في الاشتغال وتفقه على تقي الدين بن قندس البعلي شيخ الحنابلة في وقته، فبرع وفضل في فنون من العلوم وانتهت إليه رياسة المذهب، وباشر نيابة الحكم دهرا طويلا فحسنت سيرته وعظم أمره ثم فتح عليه في التصنيف فصنف كتبا كثيرة في أنواع العلوم أعظمها الإنصاف في معرفة الراجح من الخلاف وكانت كتابته على الفتوى غاية وكان خطه حسن. وتنزه عن مباشرة القضاء في أواخر عمره وصار قوله حجة في المذهب يعول عليه في الفتوى والأحكام في جميع مملكة الإسلام.

## مؤلفاته
صنف كتبا كثيرة في أنواع العلوم
1. كتاب الإنصاف في معرفة الراجح من الخلاف وهو أعظمها يقع في أربع مجلدات ضخمة، جعله على المقنع، وهو من كتب الإسلام، فإنه سلك فيه مسلكا لم يسبق إليه، بين فيه الصحيح من المذهب وأطال فيه الكلام، وذكر في كل مسألة ما نقل فيها من الكتب وكلام الأصحاب فهو دليل على تبحر مصنفه وسعة علمه وقوة فهمه وكثرة اطلاعه.
2. ومنه التنقيح المشبع في تحريم القنع وهو مختصر الانصاف. وله التحرير في أصول الفقه، ذكر فيه المذاهب الأربعة وغيرها وشرحه.
3. وجزء في الأدعية والأوراد سماه الحصون المعدة الواقية من كل شدة.
4. وتصحيح كتاب الفروع لابن مفلح،
5. وشرح الآداب وغير ذلك

وانتفع الناس بمصنفاته وانتشرت في حياته وبعد وفاته.
مؤلفاته
- الإنصاف في معرفة الراجح من الخلاف.
- التنقيح المشبع.
- تصحيح الفروع.[11]
- مختصر الفروع.
- شرح الآداب.
- تحرير المنقول في تهذيب علم الأصول.
- التحبير شرح التحرير.
- شرح قطعة من مختصر الطوفي.
- فهرس القواعد والفوائد الأصولية.
- الكنوز أو الحصون المعدة الواقية من كل شدة، في عمل اليوم والليلة، جمع منها فوق مائة حديث.
- المنهل العذب الغزير في مولد الهادي البشير النذير.
- فتاوى.

## تلاميذه
من تلامذته قاضي القضاة بدر الدين السعدي قاضي الديار المصرية، وغالب من في المملكة من الفقهاء والعلماء وقضاة الإسلام. قال ابن العماد: «وما صحبه أحد إلا وحصل له الخير».

## أقوال العلماء فيه
قال عنه ابن العماد: «وكان لا يتردد إلى أحد من أهل الدنيا ولا يتكلم فيما لا يعنيه وكان الأكابر والأعيان يقصدونه لزيارته والاستفادة منه وحج وزار بيت المقدس مرارا ومحاسنه أكثر من أن تحصر وأشهر من أن تذكر».

## وفاته
توفي العلاء المرداوي بصالحية دمشق يوم الجمعة سادس جمادى الأولى عام: 885 هـ، ودفن بسفح قاسيون قرب الروضة.

## وصلات خارجية
- مجلة البحوث الإسلامية[وصلة مكسورة]
- المكتبة الوقفية